# Utrecht-Marathon
Der Utrecht-Marathon (offizielle Bezeichnung HiPro Utrecht Marathon) ist ein Marathon in Utrecht. Zum Programm gehören auch ein Halbmarathon sowie ein 10- und ein 5-km-Lauf.

## Geschichte
Die Erstaustragung fand als Leidsche Rijn Marathon im Jahr 2000 auf einem Punkt-zu-Punkt-Kurs zwischen den Utrechter Vororten Vleuten und De Meern statt. 2001 fiel die Veranstaltung wegen eines Ausbruchs der Maul- und Klauenseuche aus. 2005 wurde sie mit dem Halbmarathon von Utrecht zusammengelegt, der von 1978 bis 1998 in Verbindung mit einem Marathon abgehalten worden war, und in Fortis Marathon Utrecht umbenannt.
Von 2008 bis 2024 hieß der Marathon Jaarbeurs Utrecht Marathon, nach dem Hauptsponsor, der Messe von Utrecht. Seit 2025 trägt das Rennen seinen derzeitigen Namen.

## Strecke
Der Halbmarathon besteht aus einer Schleife, die vom Messegelände aus über Oudenrijn und De Meern nach Vleuten und zurück verläuft. Beim Marathon wird zusätzlich direkt nach dem Start eine Wendepunktstrecke zurückgelegt, die südlich des Stadtzentrums an den Grachten und am Sonnenborgh vorbei verläuft, und in Vleuten eine Runde um den Leidsche Rijn Park absolviert. Der 10-km-Lauf ist mit der zweiten Hälfte des Marathons identisch, der 5-km-Lauf besteht aus einer Runde um das Messegelände und einen angrenzenden Park.

## Statistik

### Streckenrekorde
- Männer: 2:09:41 h, William Kwambai Kipchumba (KEN), 2009
- Frauen: 2:34:28 h, Lydia Kurgat (KEN), 2009

### Siegerliste
Quellen: Website des Veranstalters, ARRS
| Datum                                    | Männer                        | Nation                 | Zeit     | Frauen                      | Nation      | Zeit     |
| ---------------------------------------- | ----------------------------- | ---------------------- | -------- | --------------------------- | ----------- | -------- |
| 18. Mai 2025                             | Jelle Wijnja                  | Niederlande            | 2:29:12  | Bregje Smits                | Niederlande | 2:47:12  |
| 19. Mai 2024                             | Thomas Cornthwaite            | Vereinigtes Königreich | 2:33:11  | Wiebke Kleinwächter         | Deutschland | 2:57:31  |
| 21. Mai 2023                             | Maikel Stolwijk               | Niederlande            | 2:33:11  | Tine Zweers                 | Niederlande | 3:12:46  |
| 2020 bis 2022 fand der Lauf nicht statt. |                               |                        |          |                             |             |          |
| 12. Mai 2019                             | Johan Horst                   | Niederlande            | 2:50:44  | Duan Li                     | Niederlande | 3:26:25  |
| 18. März 2018                            | Mohammed Nurhussein           | Eritrea                | 2:18.34  | Maria Magdalena Veliscu -2- | Rumänien    | 3:01.31  |
| 19. März 2017                            | Paul Zwama                    | Niederlande            | 2:34.04  | Maria Magdalena Veliscu     | Rumänien    | 2:59.04  |
| 20. März 2016                            | Anton Costeris                | Niederlande            | 2:41.24  | Mireille Baart              | Niederlande | 2:50.30  |
| 22. März 2015                            | Jay Sauer                     | Niederlande            | 2:37:01  | Lydia Doornbos              | Niederlande | 3:16:44  |
| 2013 und 2014 fand der Lauf nicht statt. |                               |                        |          |                             |             |          |
| 9. Apr. 2012                             | Aleksandr Babaryka            | Ukraine                | 2:19:10  | Sharon Tavengwa             | Simbabwe    | 2:35:26  |
| 25. Apr. 2011                            | Michel Butter                 | Niederlande            | 2:17:36  | Pauline Claessen            | Niederlande | 2:56:22  |
| 5. Apr. 2010                             | William Kwambai Kipchumba -2- | Kenia                  | 2:12:01  | Olena Biloschtschuk         | Ukraine     | 2:39:43  |
| 13. Apr. 2009                            | William Kwambai Kipchumba     | Kenia                  | 2:09:41  | Lydia Kurgat                | Kenia       | 2:34:28  |
| 24. März 2008                            | Sammy Kipkosgei Chumba        | Kenia                  | 2:12:07  | Irene Cherop Loritareng     | Kenia       | 2:41:44  |
| 9. Apr. 2007                             | Mariko Kiplagat Kipchumba     | Kenia                  | 2:11:16  | Joanna Chmiel               | Polen       | 2:47:11  |
| 17. Apr. 2006                            | Gino Van Geyte                | Belgien                | 2:17:35  | Nadezhda Wijenberg          | Niederlande | 2:45:00  |
| 28. März 2005                            | Giorgio Calcaterra            | Italien                | 2:19:37  | Tatjana Perepjolkina -3-    | Russland    | 2:40:51  |
| 12. Apr. 2004                            | Ronny Ligneel -2-             | Belgien                | 2:18:28  | Tatjana Perepjolkina -2-    | Russland    | 2:43:15  |
| 21. Apr. 2003                            | Luc Krotwaar                  | Niederlande            | 2:13:41  | Mounia Aboulahcen           | Belgien     | 2:43:09  |
| 1. Apr. 2002                             | Ronny Ligneel                 | Belgien                | 2:16:39  | Jolanda de Klerk            | Niederlande | 3:09:33  |
| 16. Apr. 2001                            | abgesagt                      | abgesagt               | abgesagt | abgesagt                    | abgesagt    | abgesagt |
| 24. Apr. 2000                            | Andrei Romaschtschenko        | Russland               | 2:18:43  | Tatjana Perepjolkina        | Russland    | 2:42:59  |